# Mission Marathon
La Mission Marathon désigne une action de la Résistance menée en Belgique et en France durant la Seconde Guerre mondiale, entre avril et septembre 1944. Il s'agit de la création d'un réseau de camps-refuges destiné à héberger des aviateurs alliés abattus en territoire occupé. Commanditée par le Renseignement militaire britannique, le MI9, l'action s'est concrétisée sur le terrain grâce à des agents du réseau d'évasion Comète, des membres de la résistance locale et des citoyens désintéressés. Environ 250 aviateurs ont bénéficié de la Mission Marathon.  

## Contexte

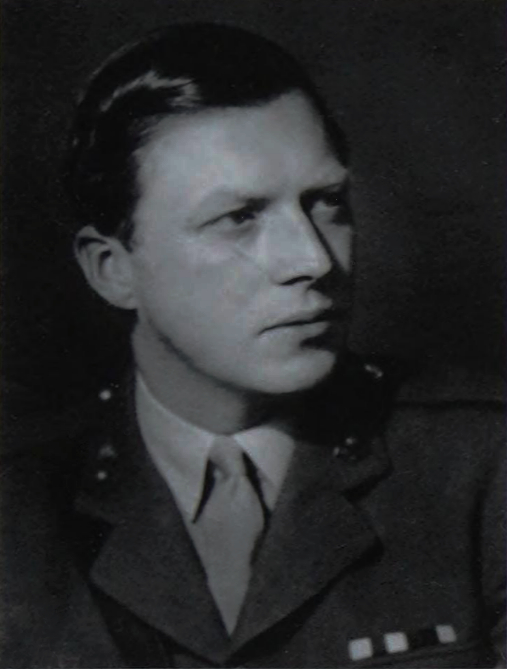
Airey Neave responsable au MI9 coordonne la création de la Mission Marathon.

À partir de 1940, à la suite de l'invasion par les troupes allemandes de la Belgique, de la France, du Luxembourg et des Pays-Bas, des réseaux d'évasion se créent. Le but est de recueillir des individus recherchés ou persécutés par les Allemands, tels que des soldats et aviateurs alliés, des volontaires de guerre, des Juifs, des résistants, etc. Grâce à des guides, des passeurs et des ravitailleurs-hébergeurs, les personnes sont évacuées vers l'Angleterre, via Paris, les Pyrénées, l'Espagne, le Portugal ou encore Gibraltar. Le principal moyen de transport utilisé est le train, avec des tronçons parcourus à pied ou en vélo. Parmi les nombreuses organisations de ce type, la plus connue sera la Ligne Comète.   
Un tournant s'opère à partir du second semestre 1943 et s'intensifie début 1944. À la suite des débarquements alliés en Afrique du Nord puis en Sicile, les missions aériennes au-dessus de l'Allemagne s'accroissent. Le nombre d'aviateurs abattus augmente. La répression allemande est de plus en plus efficace et mène au démantèlement de mouvements de résistance, une lame de fond qui n'épargne pas Comète. Les voies ferroviaires deviennent une cible importante des bombardements, dans le cadre de la préparation du débarquement allié en Normandie. Les filières d'évasion voient leur mission de plus en plus entravée.

## La création deMarathon

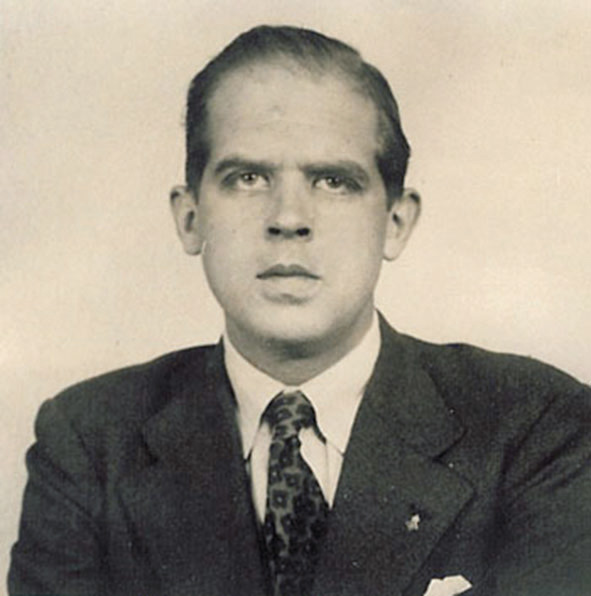
Jean de Blommaert, chef de la Mission Marathon pour la France

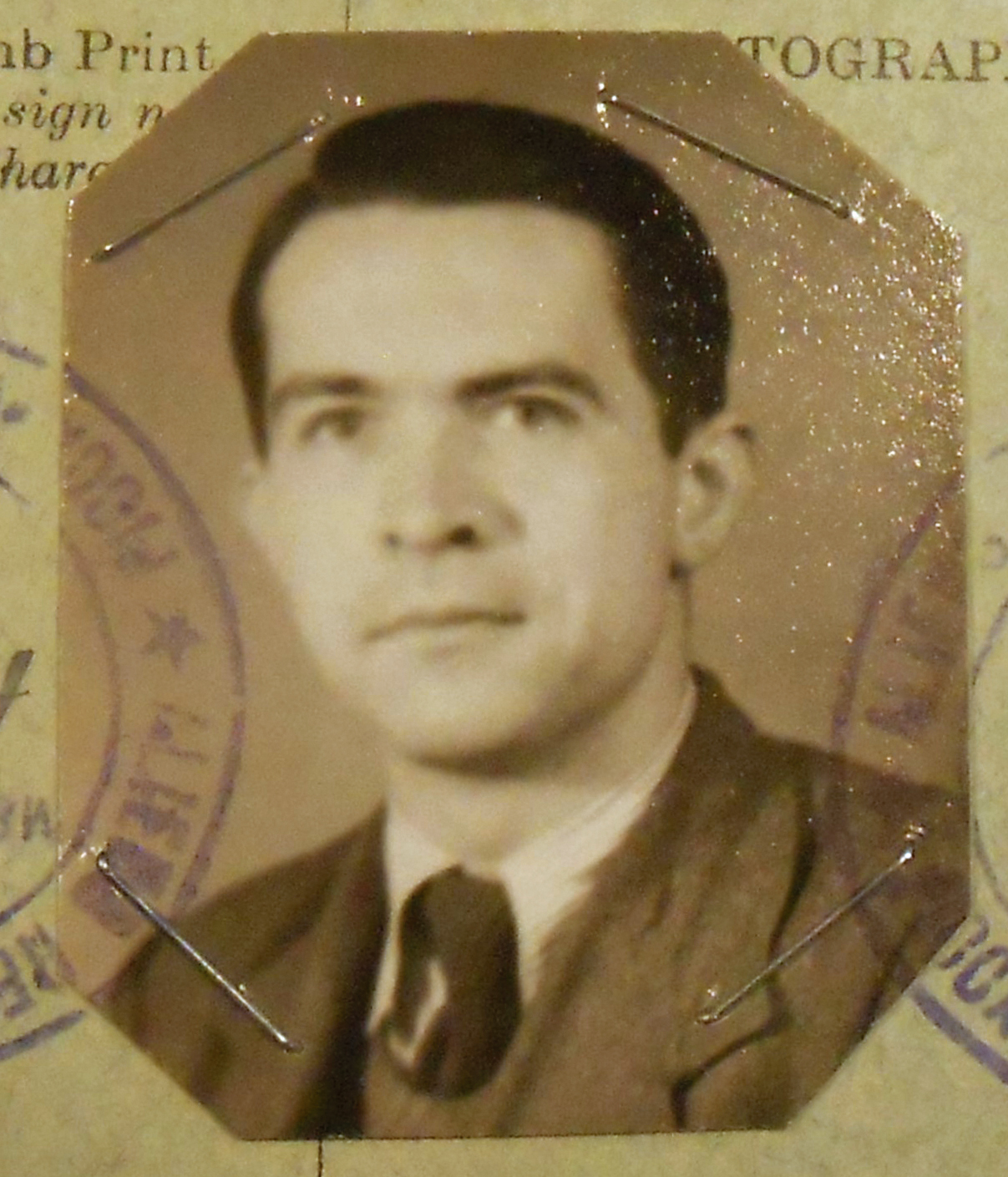
Albert Ancia, chef de la Mission Marathon pour la Belgique

Au début du printemps 1944, des discussions s'engagent à Londres au sein de la neuvième section du Renseignement militaire britannique chargée de la sécurité des prisonniers de guerre évadés et des aviateurs abattus, le MI9. Celles-ci font suite à cinq missions exploratoires en Belgique et en France. Les protagonistes impliqués sont notamment le major Airey Neave, qui dirige la Room 900 (IS9) du MI9 en charge des filières d'évasion. Un groupe de résistants belges formés par le MI9 logent alors au 22, Pelham Crescent à Londres où la plupart des détails de la mission seront étudiés avec Jean de Blommaert, Georges d'Oultremont, Albert Ancia qui sont rejoints par Lucien Boussa, l'ex-squadron leader de la 350e escadrille de la Royal Air Force. Jean de Blommaert coordonnera la mission en France et commandera l'un des camps de Fréteval, Albert Ancia coordonnera les actions en Belgique. Lucien Boussa prendra le commandement de l'autre camps de fréteval. Georges d'Oultremont, dans le cadre d'une autre mission, Ormonde, identifiera des terrains susceptibles d'accueillir des atterrissages de Westland Lysander et établira la jonction à Paris et à Reims avec les réseaux Possum et Comète,.
Il s'agit de renoncer au mode d'évasion des aviateurs visant à les faire gagner le plus vite possible l'Angleterre. L'idée retenue est la création d'un réseau de camps-refuges, pouvant chacun héberger jusqu'à 25 personnes, entre la Bretagne et l'Ardenne belge. En ces camps, les aviateurs attendront l'arrivée des troupes libératrices alliées. L’idée première est de faire passer les aviateurs d’un camp à l’autre, d’est en ouest. L'opération est nommée par Airey Neave Sherwood, en allusion à Robin des Bois, et par ses acteurs belges Marathon, du fait de son caractère de course de relais.
Finalement, c'est la version statique qui sera retenue en préférant maintenir les aviateurs dans les camps, le temps que la progression des troupes alliée en Europe de l'Ouest après le Débarquement de Normandie ne parvienne jusqu'à eux. Airey Neave prendra personnellement le commandement d'une section spécialement formée pour des missions d'infiltration derrière les lignes ennemies en vue de libérer les camps plus précocement encoreModèle:Neave.

## Mise en œuvre
Les circonstances de guerre, et en particulier la progression rapide des Alliés en France et en Belgique entre juin et septembre 1944, modifieront donc sensiblement le plan initial. La concrétisation du projet sur le terrain aboutira dès lors à un réseau de camps-refuges moins dense que prévu. Deux camps seront organisés en France (Camp de Fréteval) et six verront le jour en Belgique. En France, les aviateurs attendront la Libération sur place. En Belgique, des glissements s’opéreront entre les camps, mais sans quitter le pays. La mission en Belgique a pâti de la quasi-absence de ravitaillement émanant de Londres et a souffert de difficultés matérielles (vivres, fourniture, argent). Celle en France, en revanche, bénéficie de l'appui de la Résistance intérieure française, très dense dans la région de Châteaudun et des parachutages alliés en lisière de forêt.

### En Belgique: les camps en Ardenne

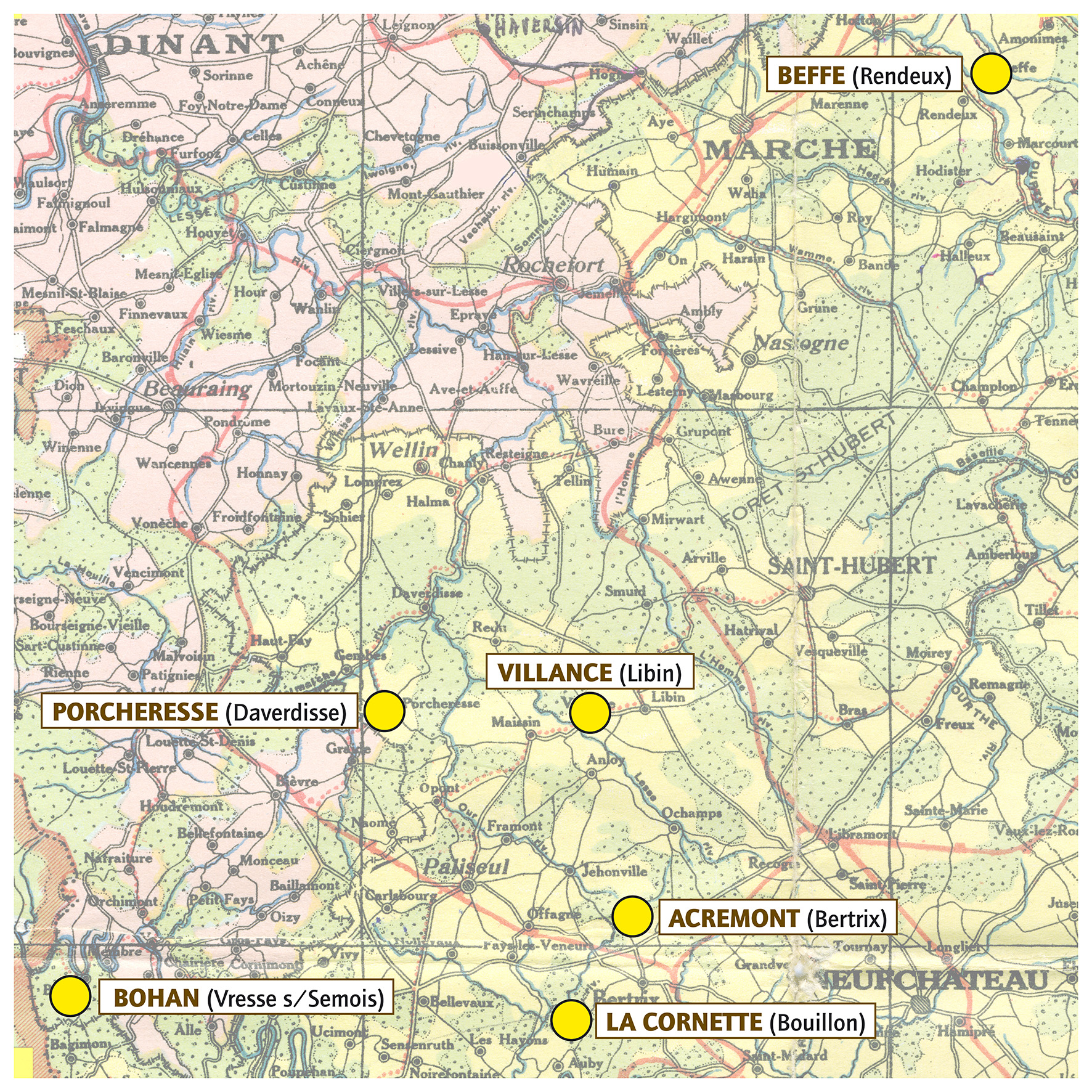
Emplacement des camps de la Mission Marathon en Ardenne belge

Le 15 avril 1944, Jean de Blommaert et Albert Ancia, les deux Belges parachutés en France quelques jours plus tôt, rencontrent à Paris Yvon Michiels, le responsable du secteur Belgique de Comète.  Michiels accepte l'idée d'établir des camps en Belgique et décide de mettre les membres de sa ligne d'évasion à la disposition de Marathon. De retour en Belgique, il prend les premières mesures et envoie des agents explorer les possibilités en Ardenne. Ses successeurs, José Grimar et Gaston Matthys, travailleront de la même manière. Si beaucoup d’agents de Marathon sont issus de Comète, d’autres sont recrutés spécifiquement pour la mission. 
Les aviateurs alliés abattus en Belgique, en Allemagne, aux Pays-Bas, au Grand-Duché de Luxembourg et dans le nord de la France sont regroupés, principalement à Bruxelles et à Liège. Ils y sont interrogés, afin d'éviter toute infiltration par le contre-espionnage allemand, et munis de faux documents d'identité. De la capitale belge, ils sont envoyés essentiellement sur Namur. Ce dernier trajet s'effectue de plus en plus à vélo, à la suite de l'intensification des contrôles allemands dans les trains et sur les routes. L'itinéraire emprunté relie l'avenue de Tervuren (Bruxelles) à Spy en deux jours, via un relais à Wavre, puis, face à la présence de collaborateurs dans cette ville, à Nil-Saint-Vincent. De la région namuroise, les aviateurs sont amenés en Ardenne en camion ou en vélo. De Liège, ils sont le plus souvent amenés en camion vers l’Ardenne. 
L'emplacement précis des camps-refuges en Ardenne n'avait pas été fixé à l'avance par une décision prise en haut-lieu. Ce sont les responsables des camps qui choisissent les endroits grâce à leur connaissance des lieux et de par leurs contacts. Les caractéristiques des terrains retenus sont leur localisation dans un massif forestier, à proximité d'une localité et d'un point d'eau pour assurer le ravitaillement. Ils sont situés près d'une plaine propice au parachutage de matériel par Londres, ce qui n'adviendra pas. Une part importante du ravitaillement des camps ardennais est du ressort d'Albert Lefèbvre, établi à Namur et négociant en denrées alimentaires. Les vivres étaient achetés en Flandre, puis acheminés vers le sud du pays par camion. 
La coordination entre les camps ainsi qu'entre Bruxelles et l'Ardenne est nécessaire pour gérer les effectifs d'aviateurs et pour les replis en cas de danger. Cette tâche est dévolue au prêtre Roger Arnould, qui effectuera de nombreuses liaisons en vélo et s'établira dans la ferme de son oncle, entre Paliseul et Menuchenet. Le baron Charles Mincé du Fontbaré de Fumal, un proche d'Albert Ancia, relève les besoins matériels et pécuniaires des camps à destination de Bruxelles, jusqu'à son arrestation le 22 août 1944. 

#### Beffe

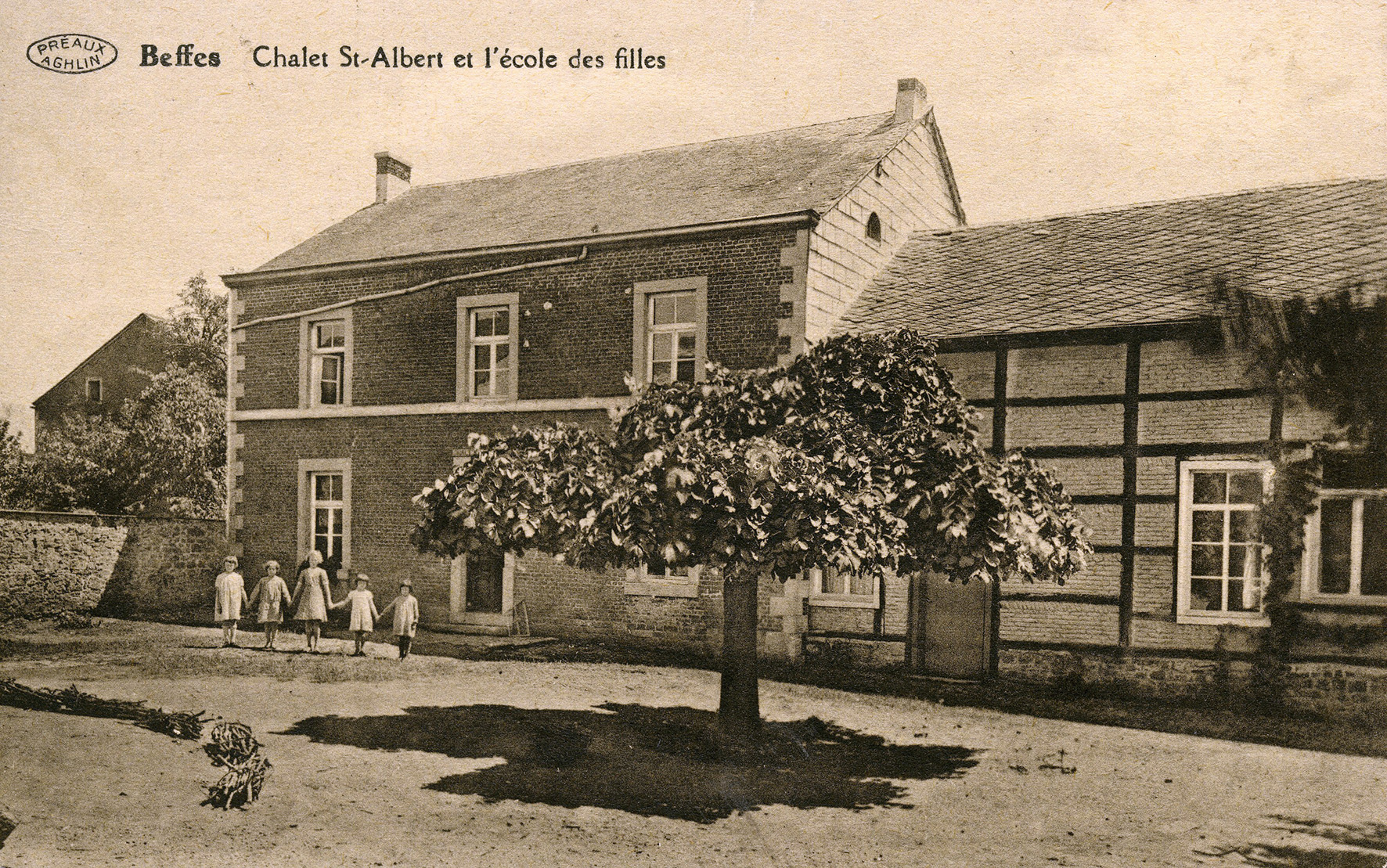
Chalet Albert Ier, Beffe, 1935

Le camp de Beffe (Rendeux) se situe au centre du village, précisément au Chalet Albert Ier. Le responsable du camp est Vincent Wuyts, ancien de la campagne des Dix-Huit Jours et réfractaire au travail obligatoire. Il est assisté par son épouse, Marie Ghislaine Denis.  33 aviateurs répertoriés séjournent à un moment donné dans le Chalet entre le 21 juin et le 28 juillet 1944. Le camp est évacué à la suite de la descente des Allemands dans le village. Celle-ci occasionne l'assassinat des trois résistants suspectés d’avoir commis un attentat sur un officier allemand à Fisenne le 18 juillet 1944. La maison qui les hébergeait, à une centaine de mètres du camp, est incendiée. Le Chalet, détruit durant la bataille des Ardennes, accueille aujourd'hui des logements sociaux. 

#### Porcheresse

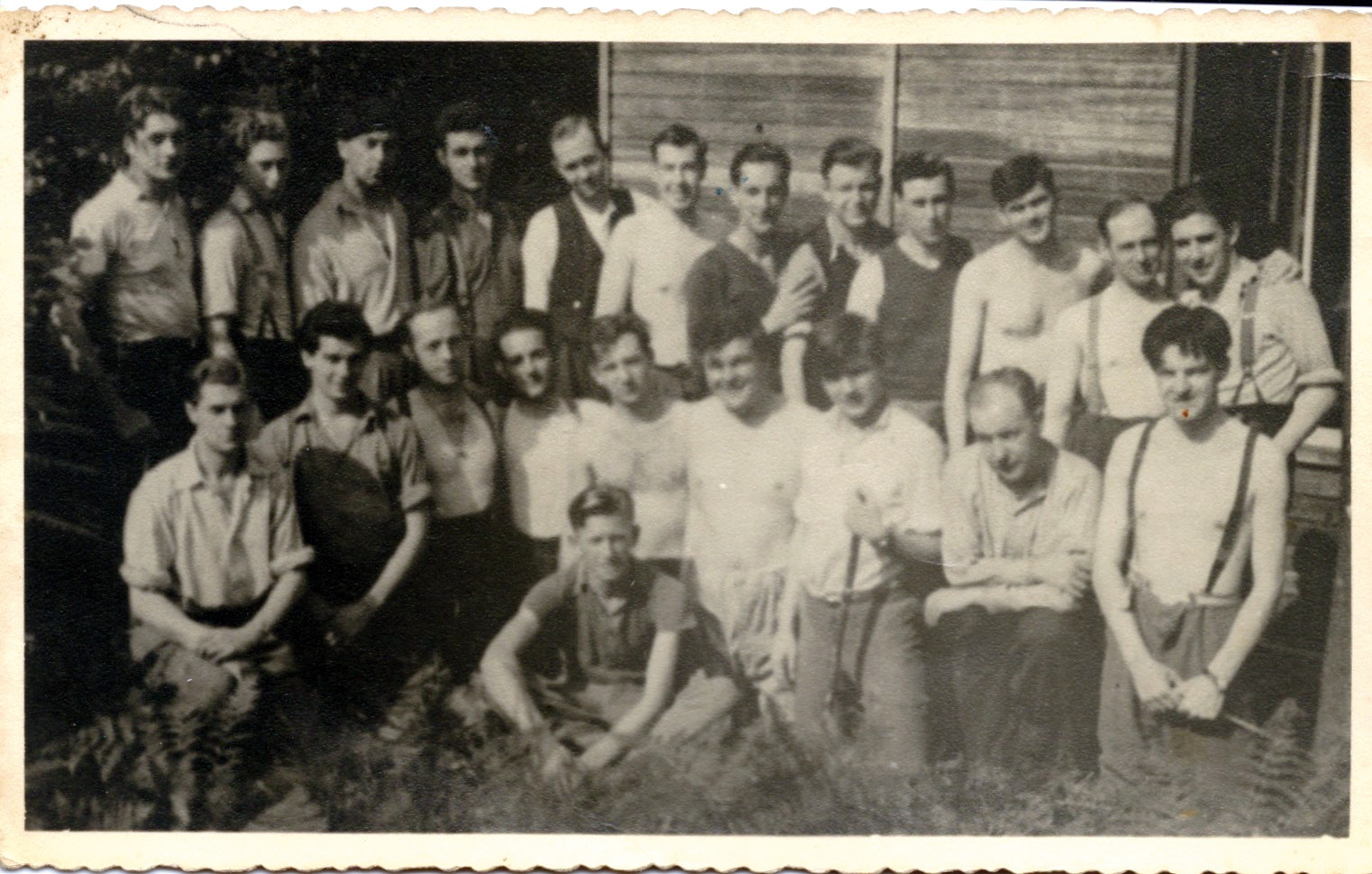
Émile Roiseux et des aviateurs au camp de Porcheresse

Émile Roiseux, ancien du 1er régiment de Carabiniers, résistant et membre de Comète, établit le camp dont il a la responsabilité à Porcheresse, d'où est originaire son père. Le refuge se situe dans un relais de chasse, dans le bois entre le village et Daverdisse. Entre le 28 juin et le 28 août, il abrite une trentaine d'aviateurs. Ceux-ci seront ensuite évacués vers les camps plus au sud, en raison des craintes concernant le peu de discrétion de l'endroit.

#### Acremont
C'est dans la forêt de Luchy (Bertrix), à trois kilomètres du village d'Acremont, qu'est établi un camp. 47 aviateurs séjournent dans une cabane à un moment ou l'autre entre le 22 juillet et le 8 septembre 1944, jour de l'arrivée des troupes américaines. Ils relèvent de la responsabilité de Georges Arnould, cousin de Roger Arnould, et dont le profil de vétéran et de résistant est identique à celui d'Emile Roiseux.   

#### Villance

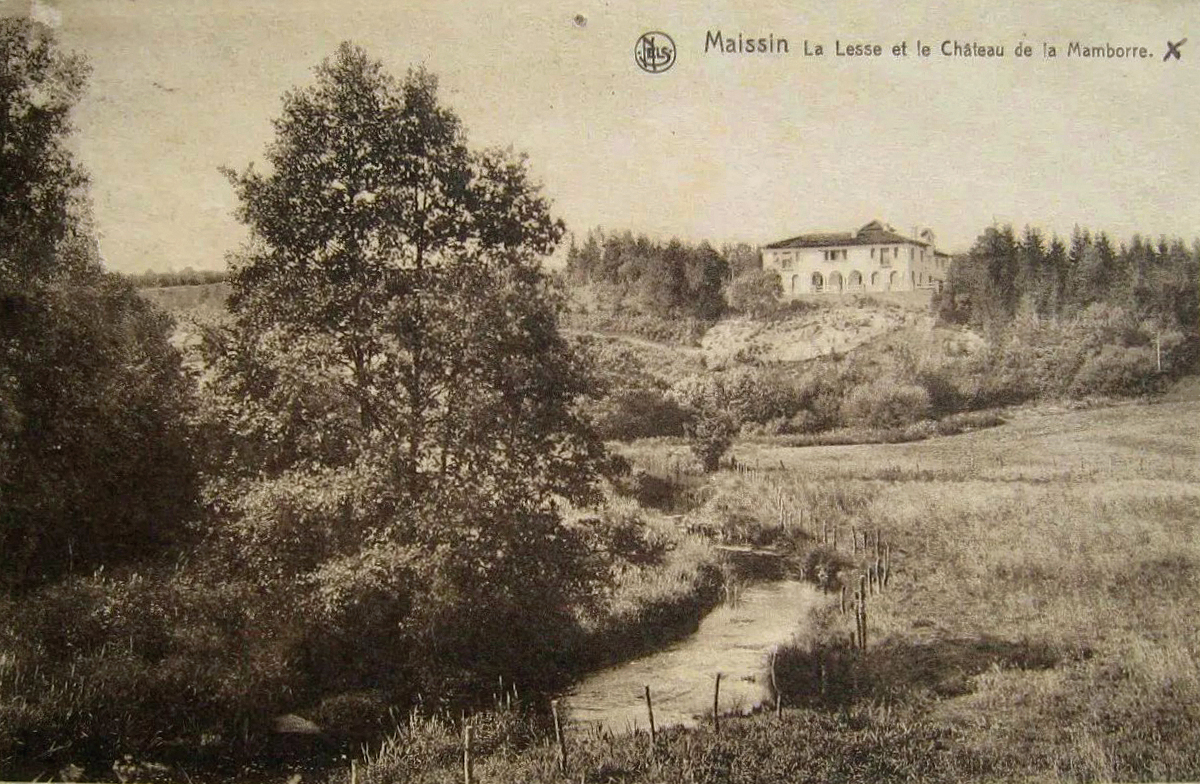
Villa de la Mambore (Villance-Maissin)

L'Hôtel du Vieux Jambon d'Ardenne, devenu depuis une seniorie, sert de premier lieu d'accueil aux aviateurs arrivant en Ardenne depuis Namur, depuis la fin juillet 1944. Walter Haesebrouck, actif dans le renseignement et dans le ravitaillement clandestins depuis le début de la guerre, y établit ses quartiers. Il crée un camp dans trois bergeries désaffectées au fond du parc d'une villa cossue, surnommée le Château de la Mambore. Cet édifice se trouve à mi-chemin entre Villance (Libin) et Maissin (Paliseul). 82 aviateurs arriveront à Villance, par l'intermédiaire de Marathon mais aussi de l'Armée Secrète, dont Haesebrouck est proche. Déjà ébranlé par les perquisitions allemandes opérées dans le village le 27 août, le camp sera définitivement fermé le 8 septembre 1944. Ce jour-là, un groupe de soldats allemands, en quête de nourriture, arrêtent et déportent quatre aviateurs malades et soignés à l'intérieur de la villa.  

#### La Cornette
Ce n'est que le 29 août 1944 que le camp érigé à peu de distance du hameau de La Cornette (Bouillon), au lieu-dit Croc, accueille ses premiers aviateurs. Pour Marathon, il s'agit de proposer un relais supplémentaire entre le camp d'Acremont et la Semois. Deux baraquements en bois sont construits pour la cause. Germain Servais, réfractaire et membre de l'Armée Secrète, préside cette création. Le camp sera ensuite pris en charge par Gaston Matthys en personne, ayant dû quitter Bruxelles en compagnie d'Albert Ancia quelques jours auparavant en raison des risques de plus en plus élevés d'une arrestation. Matthys relatera les réjouissances de ses protégés à l'arrivée de GI le 8 septembre 1944. 20 aviateurs ont séjourné à La Cornette, accompagnés par le fantassin syrien Mouhammad Saleh, engagé dans l'armée britannique et évadé de guerre.   

#### Bohan
Le camp le plus méridional de la Mission Marathon en Ardenne belge se trouve au sud du village de Bohan (Vresse-sur-Semois), dans la forêt bordant la frontière française, aux alentours du moulin d'Oscar. Hubert Renault, vétéran des Dix-Huit Jours et membre de Comète, a jeté son dévolu sur son lieu de villégiature. Le refuge abrite 30 aviateurs entre le 5 août et le 6 septembre 1944, moment où l'armée américaine atteint la Semois.

## AprèsMarathon
Les camps de Fréteval seront les premiers à être libérés en août 1944. En effet, après le débarquement, Airey Neave souhaite infiltrer les lignes ennemies pour atteindre et libérer au plus tôt ces deux camps. Mais Airey Neave est coincé au Mans, il ne dispose que de quelques hommes, douze Jeeps et quelques armes automatiques. Pour l'instant, les Américains ne veulent pas entendre parler d'infiltration concentrés qu'ils sont par la reconquête du territoire. 
Le 12 juin 1944, Virginia d'Albert-Lake convoyant un groupe de cinq aviateurs de Paris au camp de Fréteval est arrêtée, elle parvient à avaler le plan pour rejoindre le camp, elle sera déportée à Ravensbrück par le convoi des 57000 et ne sera libérée qu'en avril 1945.
Au Mans, les choses se décantent Airey Neave trouve l'appui d'une section d'une quarantaine d'hommes du SAS précisément chargée de missions derrière les lignes ennemies, à ce groupe viennent s'ajouter 23 para-commandos belges. Airey Neave prépare la mission. Le 11 août 1944, Lucien Boussa, passé à travers les lignes ennemies, arrive au Mans. Il confirme que les Allemands sont en déroute à Évreux et que les villages autour des camps arborent déjà fièrement des drapeaux français. Boussa repart avec l'assurance que l'opération de libération sera menée le 14 août 1944. Le lendemain, Jean de Blommaert est lui aussi au Mans, ce qui précipitera l'opération. En effet, les camps qui étaient parvenus à maintenir une discipline de fer cèdent de toutes parts et 20 soldats ont déjà pris le maquis pour rejoindre la Libération. 16 véhicules sont rassemblés sur une place et l'opération démarre. En quelques heures, les 132 aviateurs alliés de la Forêt de Fréteval sont ramenés au Mans, le 12 août 1944. La plupart des 152 aviateurs de Fréteval reprirent le combat. 38 d'entre eux seront rapportés avoir été tués à l'ennemi à l'issue de la guerre,.
La mission Marathon étant terminée, Jean de Blommaert est rappelé à Londres. Il accomplira d'autres missions pour le MI9.
Les aviateurs secourus par Marathon en Belgique sont pris en charge par les Alliés début septembre 1944. Ils sont acheminés à Paris, interrogés par le MI9 puis aéroportés vers Londres, d'où ils rejoignent leurs unités. Certains d'entre eux reprendront les combats jusqu'à la fin de la guerre et d'aucuns y perdront la vie . Albert Ancia, poursuit son action au sein du MI9 et se voit confier par les Britanniques de nouvelles missions de renseignement et de mise en sécurité d'aviateurs et de soldats alliés lors de l'Opération Market Garden et durant la bataille des Ardennes .

## Bilan et mémoire
Suivant l'estimation de l'historien Maurice Petit, sur base des archives relatives aux Services de Renseignement et d'Action conservées au Centre d'Études Guerre et Société (CegeSoma, Bruxelles), au moins 109 aviateurs ont été pris en charge par la Mission Marathon en Ardenne belge. Au moins 152 de leurs homologues ont été hébergés en France, à Fréteval. Ces personnes étaient de nationalité américaine, britannique, canadienne, irlandaise et australienne. Un fantassin syrien est à ajouter au total. Un nombre important de personnes ont été mobilisées par Marathon : guides, ravitailleurs, hébergeurs... Sur 163 propositions, 43 personnes ont été reconnues par l'État belge comme Agent de Renseignement et d'Action en lien direct avec Marathon. Ce chiffre est une sous-estimation de l'effectif réel, car d'autres personnes liées à la Mission ont été reconnues pour leur appartenance à un autre mouvement de résistance, notamment Comète, tandis que d'autres ont été exclues en raison des critères stricts de reconnaissance.
Le bilan des pertes est limité. Huit aviateurs ont été capturés comme prisonniers de guerre : quatre à Spontin le 6 juillet 1944, lors d'un acheminement entre Namur et l'Ardenne, et quatre autres à Villance le 8 septembre suivant. Parmi les agents de Marathon, seul un conducteur d'un camion de ravitaillement, Raymond Fréquin, a perdu la vie de par le mitraillage d'un avion allié entre Namur et l'Ardenne le 12 août 1944.  
La mémoire de Marathon s'est conservée en son volet français. Un monument a été inauguré à Fréteval en 1967 et est l'objet de commémorations régulières. En revanche, le côté belge est relativement tombé dans l'oubli, hormis le souvenir qui en est gardé par la Ligne Comète Line-Remembrance. Ce phénomène est dû à la discrétion des protagonistes, cela dans la perspective d'une reprise éventuelle de leurs activités en cas de nouveau conflit. Une autre raison est liée à un malentendu. Présent à Bruxelles peu après la libération de la capitale belge survenue le 3 septembre 1944, le major Airey Neave, du MI9, avait constaté un nombre important d'aviateurs et d'agents de Comète rassemblés en l'Hôtel Métropole (à la suite d'un appel lancé par l'INR, Institut National de Radiodiffusion). Il en avait déduit que les camps prévus dans l'Ardenne belge n'avaient pas été créés. Ce point de vue a été repris par d'autres commentateurs britanniques. En outre, des filières classiques d'évasion, depuis la Belgique vers l'Angleterre, via la France et la péninsule ibérique, avaient continué d'opérer à une échelle réduite en 1944. Le pendant belge de Marathon n'a dès lors pas bénéficié des processus de construction mémorielle propres au monde anglo-saxon.